# 李良臣
李良臣（？—？），字直甫，貴州普安衛軍籍，應天府江寧縣人，明朝政治人物。

## 生平
嘉靖四十三年（1564年）甲子科貴州鄉試第八名舉人。嘉靖四十四年（1565年）中式乙丑科會試第二百名，三甲第一百二十七名進士。改翰林院庶吉士，隆慶元年（1567年）三月授四川道御史，三年巡视陕西茶馬，四年巡按广西，六年五月升陕西按察司副使，萬曆三年（1575年）二月升甘肃行太仆寺卿兼佥事，五年九月升云南左参政，八年七月以违禁骚扰驿遞，降三级，为左参议，十一年正月再降按察司佥事。

## 家族
曾祖李豫；祖父李崇道；父李時，教諭。母金氏。